# بیس (تری متیل سیلیل) آمین
بیس (تری متیل سیلیل) آمین (به انگلیسی: Bis(trimethylsilyl)amine) یک ترکیبات آلی سیلیسیم با شناسه پاب‌کم ۱۳۸۳۸ است. 